# Mollendo
Mollendo è un comune del Perù, situato nella regione di Arequipa e capoluogo della provincia di Islay.